# Décès en mars 2009
Décès
- 2005
- 2006
- 2007
- 2008
- 2009
- 2010
- 2011
- 2012
- 2013

Pour une information complémentaire, voir la page d'aide.

## Mars 2009
| Date          | Nom                        | Activités | Âge | Source |
| ------------- | -------------------------- | --- | --- | ------ |
| date inconnue | Alexeï Petrov              | Coureur cycliste russe. | 72  |        |
| 1er mars      | Paul Durand                | Homme politique français. Maire PS de la ville de Saissac et doyen des conseillers généraux de l'Aude.                        | 76  |        |
| 1er mars      | Jacques Lagroye            | Historien et professeur de sociologie politique français.                                                                     | 72  |        |
| 1er mars      | Paolo Maffei               | Astrophysicien et écrivain de science-fiction italien.                                                                        | 72  |        |
| 1er mars      | Joseph Malahieude          | Doyen masculin français et du Nord-Pas-de-Calais.                                                                             | 108 |        |
| 1er mars      | Elefterios Manolios        | Footballeur français. | 73  |        |
| 1er mars      | François Martou            | Économiste, philosophe et homme politique belge. Il a été président du MOC et a siégé au conseil d'administration de la RTBF. | 65  |        |
| 1er mars      | Charles Mouly              | Journaliste de radio et de presse, écrivain, auteur de théâtre et illustrateur français.                                      | 89  |        |
| 1er mars      | Joan Turner                | Actrice et chanteuse britannique.                                                                                             | 86  |        |
| 1er mars      | Batista Tagme Na Waie      | Militaire bissau-guinéen. Chef d'état-major de l'armée bissau-guinéenne.                                                      | 60  |        |
| 2 mars        | Chris Finnegan             | Boxeur britannique. Champion olympique des poids moyens à Mexico en 1968.                                                     | 64  |        |
| 2 mars        | Otto von Helversen         | Zoologiste allemand. | 65  |        |
| 2 mars        | Alexandre Léontieff        | Homme politique français. Président du Gouvernement de Polynésie française de 1987 à 1991.                                    | 60  |        |
| 2 mars        | João Bernardo Vieira       | Homme politique bissau-guinéen. Président de la Guinée-Bissau de 2005 à sa mort.                                              | 69  |        |
| 3 mars        | Hanna Ben-Dov              | Peintre israélienne. | 90  |        |
| 3 mars        | Sydney Earle Chaplin       | Acteur de cinéma et de théâtre américain.                                                                                     | 82  |        |
| 3 mars        | Sebastian Faisst           | Joueur de handball allemand.                                                                                                  | 19  |        |
| 3 mars        | Flemming Flindt            | Danseur et chorégraphe danois.                                                                                                | 72  |        |
| 3 mars        | Åke Lindman                | Acteur, réalisateur et footballeur finlandais                                                                                 | 83  |        |
| 3 mars        | Gilbert Parent             | Homme politique canadien. Président de la Chambre des communes du Canada de 1994 à 2001.                                      | 73  |        |
| 3 mars        | Jan Vladislav              | Poète, écrivain et traducteur tchèque.                                                                                        | 86  |        |
| 4 mars        | John Cephas                | Chanteur et musicien de blues américain.                                                                                      | 78  |        |
| 4 mars        | Saliwa El-Katrib           | Chanteuse libanaise. | 58  |        |
| 4 mars        | Horton Foote               | Metteur en scène, scénariste, producteur et acteur américain.                                                                 | 92  |        |
| 4 mars        | Sémou Pathé Guèye          | Intellectuel, philosophe et Homme politique sénégalais.                                                                       | 61  |        |
| 4 mars        | Patricia De Martelaere     | Écrivain flamande. | 51  |        |
| 4 mars        | Salvatore Samperi          | Réalisateur italien. | 64  |        |
| 4 mars        | Bruno Étienne              | Sociologue et politologue français.                                                                                           | 71  |        |
| 6 mars        | Silvio Cesare Bonicelli    | Évêque catholique italien. | 77  |        |
| 6 mars        | Bernard Lemaire            | Haut fonctionnaire français. Préfet de l'Aude depuis mai 2006.                                                                | 62  |        |
| 6 mars        | Henri Pousseur             | Compositeur belge. | 79  |        |
| 6 mars        | Olivier Revault d'Allonnes | Philosophe et esthéticien français.                                                                                           | 85  |        |
| 7 mars        | Jacqueline François        | Chanteuse française. | 87  |        |
| 7 mars        | André Hubert               | Peintre et maître verrier français.                                                                                           | 97  |        |
| 7 mars        | Tullio Pinelli             | Scénariste italien. | 100 |        |
| 8 mars        | Willie King                | Chanteur et guitariste de blues américain.                                                                                    | 65  |        |
| 8 mars        | Zbigniew Religa            | Chirurgien cardiaque et homme politique polonais.                                                                             | 70  |        |
| 8 mars        | Seund Ja Rhee              | Peintre, graveuse et céramiste coréenne.                                                                                      | 90  |        |
| 9 mars        | Hanne Darboven             | Artiste allemande. | 67  |        |
| 10 mars       | Tom Hanson                 | Photographe canadien de l'agence La Presse Canadienne.                                                                        | 41  |        |
| 10 mars       | Jean-Pierre Lentin         | Journaliste et producteur de radio et de télévision français.                                                                 | 58  |        |
| 11 mars       | Peter Bacso                | Cinéaste hongrois. | 81  |        |
| 11 mars       | Anatoli Seglin             | Footballeur et joueur de hockey sur glace russe.                                                                              | 86  |        |
| 12 mars       | Pierre Bourgeade           | Homme de lettres français. | 81  |        |
| 12 mars       | Yann Brekilien             | Écrivain français. | 88  |        |
| 12 mars       | Guy Paternotte             | Footballeur français. | 87  |        |
| 12 mars       | Blanca Varela              | Poétesse péruvienne. | 82  |        |
| 13 mars       | Dominique Aveline          | Acteur pornographique français.                                                                                               | 68  |        |
| 13 mars       | Betsy Blair                | Actrice américaine. | 85  |        |
| 13 mars       | Claude Stout Brinegar      | Homme politique américain. Secrétaire aux Transports des États-Unis de 1973 à 1975.                                           | 82  |        |
| 13 mars       | André Caroff               | Écrivain français de science-fiction et de polars.                                                                            | 84  |        |
| 13 mars       | William Davidson           | Entrepreneur américain. Propriétaire de l'équipe des Pistons de Détroit en NBA et du Lightning de Tampa Bay en LNH.           | 85  |        |
| 13 mars       | Jean Gondouin              | Footballeur français. | 80  |        |
| 13 mars       | Andrew "Test" Martin       | Catcheur canadien. | 33  |        |
| 13 mars       | James Purdy                | Écrivain américain. | 94  |        |
| 14 mars       | Alain Bashung              | Auteur compositeur interprète et comédien français.                                                                           | 61  |        |
| 14 mars       | Édith Bongo                | Épouse du président gabonais Omar Bongo.                                                                                      | 45  |        |
| 14 mars       | Millard Kaufman            | Écrivain et scénariste américain.                                                                                             | 92  |        |
| 15 mars       | Jos Hinsen                 | Coureur cycliste néerlandais.                                                                                                 | 77  |        |
| 15 mars       | Ron Silver                 | Acteur américain. | 62  |        |
| 16 mars       | Abdelkébir Khatibi         | Romancier et sociologue marocain, spécialiste de la littérature maghrébine.                                                   | 71  |        |
| 17 mars       | Michel Bertrand            | Peintre et sculpteur français.                                                                                                | 73  |        |
| 17 mars       | Clodovil Hernandes         | Personnalité de la mode, présentateur de télévision et homme politique brésilien.                                             | 71  | (en)   |
| 17 mars       | Fernand Lindsay            | Musicien canadien. | 80  |        |
| 18 mars       | Eddie Bo                   | Pianiste et compositeur de jazz américain.                                                                                    | 79  |        |
| 18 mars       | Meira Delmar               | Poète colombienne. | 86  |        |
| 18 mars       | Rita Lejeune               | Philologue belge. | 102 |        |
| 18 mars       | Natasha Richardson         | Actrice britannique. | 45  |        |
| 19 mars       | Ezio Flagello              | Chanteur d'opéra américain.                                                                                                   | 78  |        |
| 19 mars       | Daniel Goutheraud          | Footballeur français. | 80  |        |
| 19 mars       | Veniamin Margoline         | Trompettiste russe. | 87  | (ru)   |
| 20 mars       | Abdellatif Filali          | Homme politique marocain. Premier ministre de Maroc de 1994 à 1998.                                                           | 81  |        |
| 20 mars       | Jaroslav Pitner            | Entraîneur de hockey sur glace tchèque.                                                                                       | 83  |        |
| 21 mars       | Mario De Donà              | Graphic designer, peintre, dessinateur, graveur et affichiste italien                                                         | 84  | (it)   |
| 21 mars       | Mohamed El Bachir Gologo   | Écrivain, journaliste et homme politique malien.                                                                              | 85  |        |
| 21 mars       | Lorna deBlicquy            | aviatrice canadienne, pionnière de l'aviation                                                                                 | 77  | [ 1 ]  |
| 21 mars       | Ted Jarrett                | Auteur-compositeur de soul américain.                                                                                         | 83  |        |
| 21 mars       | Walt Poddubny              | Joueur de hockey sur glace canadien.                                                                                          | 49  |        |
| 22 mars       | Steve Doll                 | Catcheur américain. | 48  |        |
| 22 mars       | Jade Goody                 | Personnalité britannique de télé-réalité.                                                                                     | 27  |        |
| 22 mars       | Howard Komives             | Joueur de basket-ball américain.                                                                                              | 67  |        |
| 22 mars       | Barbara Stokes             | Pédiatre irlandaise | 86  |        |
| 22 mars       | Xavier Maniguet            | Médecin français. | 62  |        |
| 23 mars       | Carlos Semprún Maura       | Écrivain espagnol. | 82  |        |
| 23 mars       | Lloyd Ruby                 | Pilote automobile américain.                                                                                                  | 81  |        |
| 24 mars       | Nand Buyl                  | Réalisateur et acteur belge.                                                                                                  | 86  |        |
| 24 mars       | Uriel Jones                | Musicien américain membre des Funk Brothers.                                                                                  | 74  |        |
| 24 mars       | Bernard Lenteric           | Écrivain français. | 65  |        |
| 24 mars       | Igor Stelnov               | Joueur de hockey sur glace russe. Champion olympique avec l'URSS en 1984 et 1988.                                             | 46  |        |
| 25 mars       | Yukio Endo                 | Gymnaste japonais. Quintuple champion olympique lors des Jeux de 1960, 1964 et 1968.                                          | 72  |        |
| 25 mars       | Gábor Ocskay               | Joueur de hockey sur glace hongrois.                                                                                          | 33  |        |
| 25 mars       | Manny Oquendo              | Percussionniste américain. | 78  |        |
| 25 mars       | Giovanni Parisi            | Boxeur italien. Champion olympique des poids plume aux Jeux de 1988.                                                          | 41  |        |
| 26 mars       | Shane McConkey             | Skieur canadien. | 39  |        |
| 27 mars       | Jo Rensonnet               | Comédien et homme de théâtre belge.                                                                                           | 71  |        |
| 27 mars       | Penor Rinpoché             | Lama tibétain. Chef de l'école Nyingmapa du Bouddhisme tibétain.                                                              | 76  |        |
| 28 mars       | Henri Konan                | Footballeur international Ivoirien.                                                                                           | 72  |        |
| 28 mars       | Janet Jagan                | Femme politique guyanienne. Présidente du Guyana de 1997 à 1999.                                                              | 88  |        |
| 28 mars       | Ugo Martinat               | Homme politique italien. | 66  |        |
| 28 mars       | Arnold Meri                | Vétéran estonien de la Seconde Guerre mondiale, accusé de crime contre l'Humanité.                                            | 89  |        |
| 28 mars       | Pierre Michel              | Peintre suisse. | 84  |        |
| 29 mars       | Vladimir Fedotov           | Footballeur soviétique et entraîneur de football russe.                                                                       | 66  |        |
| 29 mars       | Andy Hallett               | Acteur américain. | 33  |        |
| 29 mars       | Maurice Jarre              | Compositeur français de musique de film.                                                                                      | 84  |        |
| 29 mars       | Helen Levitt               | Photographe américaine. | 95  |        |
| 29 mars       | Meriem Mazian              | Peintre marocaine. | 79  |        |
| 29 mars       | Gerrit Viljoen             | Homme politique sud-africain.                                                                                                 | 82  |        |
| 30 mars       | Andrea Mead-Lawrence       | Skieuse alpine américaine. Championne olympique de Slalom et de Géant aux Jeux d'hiver de 1952.                               | 76  |        |
| 30 mars       | Jackie Pretorius           | Pilote automobile sud-africain.                                                                                               | 74  |        |
| 31 mars       | Raúl Alfonsín              | Homme politique argentin. Président de l'Argentine de 1983 à 1989.                                                            | 82  |        |
| 31 mars       | Michael Cox                | Musicien et écrivain britannique.                                                                                             | 60  |        |